# Mayronnes
Mayronnes (okzitanisch Maironas) ist eine französische Gemeinde mit 44 Einwohnern (Stand 1. Januar 2022) im Département Aude in der Region Okzitanien. Sie gehört zum Arrondissement Carcassonne und zum Kanton La Montagne d’Alaric.

## Nachbargemeinden
Nachbargemeinden von Mayronnes  sind Caunettes-en-Val im Nordosten, Saint-Martin-des-Puits im Süden, Lairière im Südwesten und Taurize im Westen.

## Bevölkerungsentwicklung
| Jahr      | 1962 | 1968 | 1975 | 1982 | 1990 | 1999 | 2017 |
| Einwohner | 17   | 24   | 46   | 38   | 40   | 40   | 35   |